# Heilig-Geist-Spital (Burghausen)

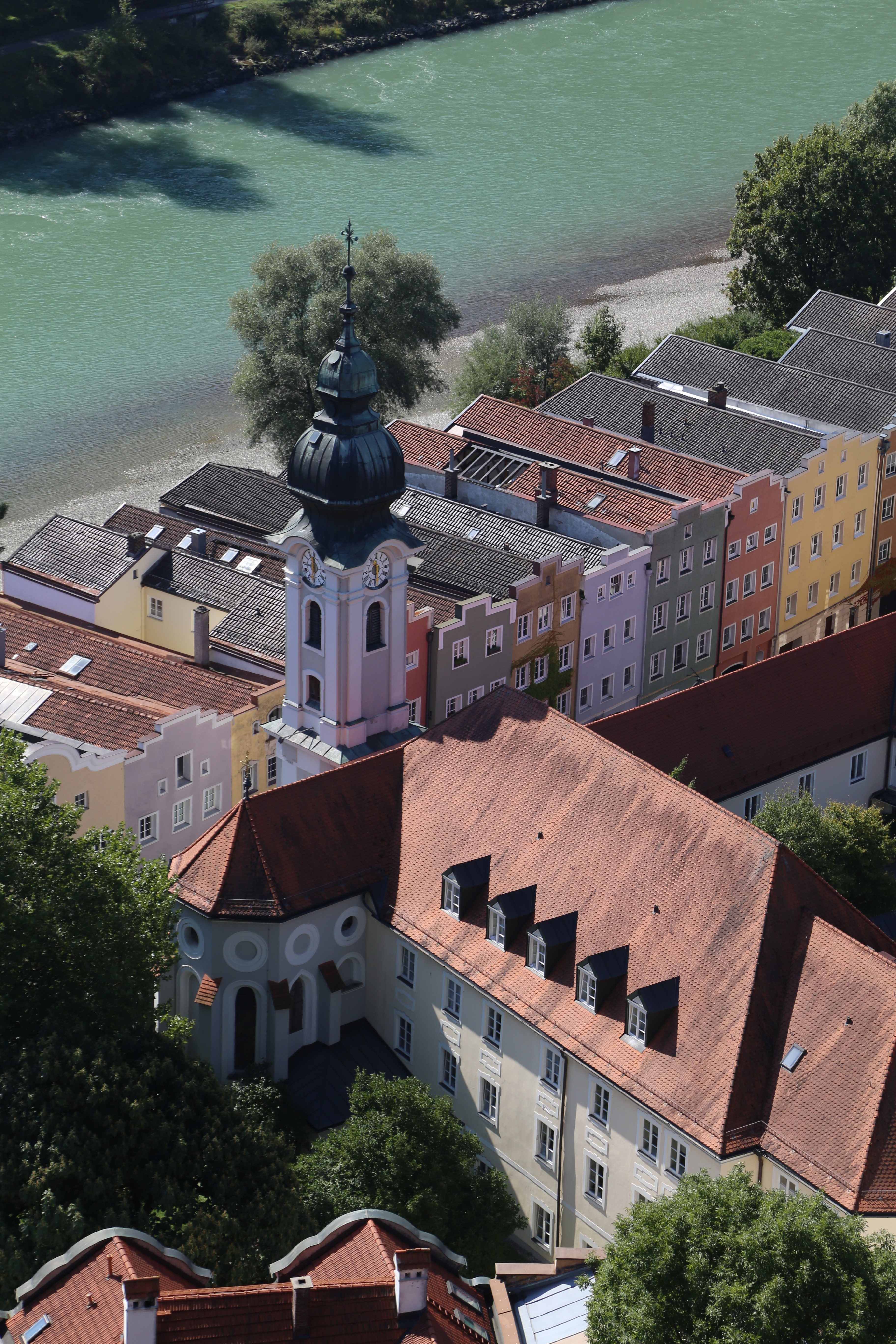
Heilig-Geist-Spital

Das Heilig-Geist-Spital mit Heilig-Geist-Kirche ist ein ehemaliges Krankenhaus in der Altstadt von Burghausen. Inzwischen dient es als kirchliches Begegnungszentrum.

## Geschichte

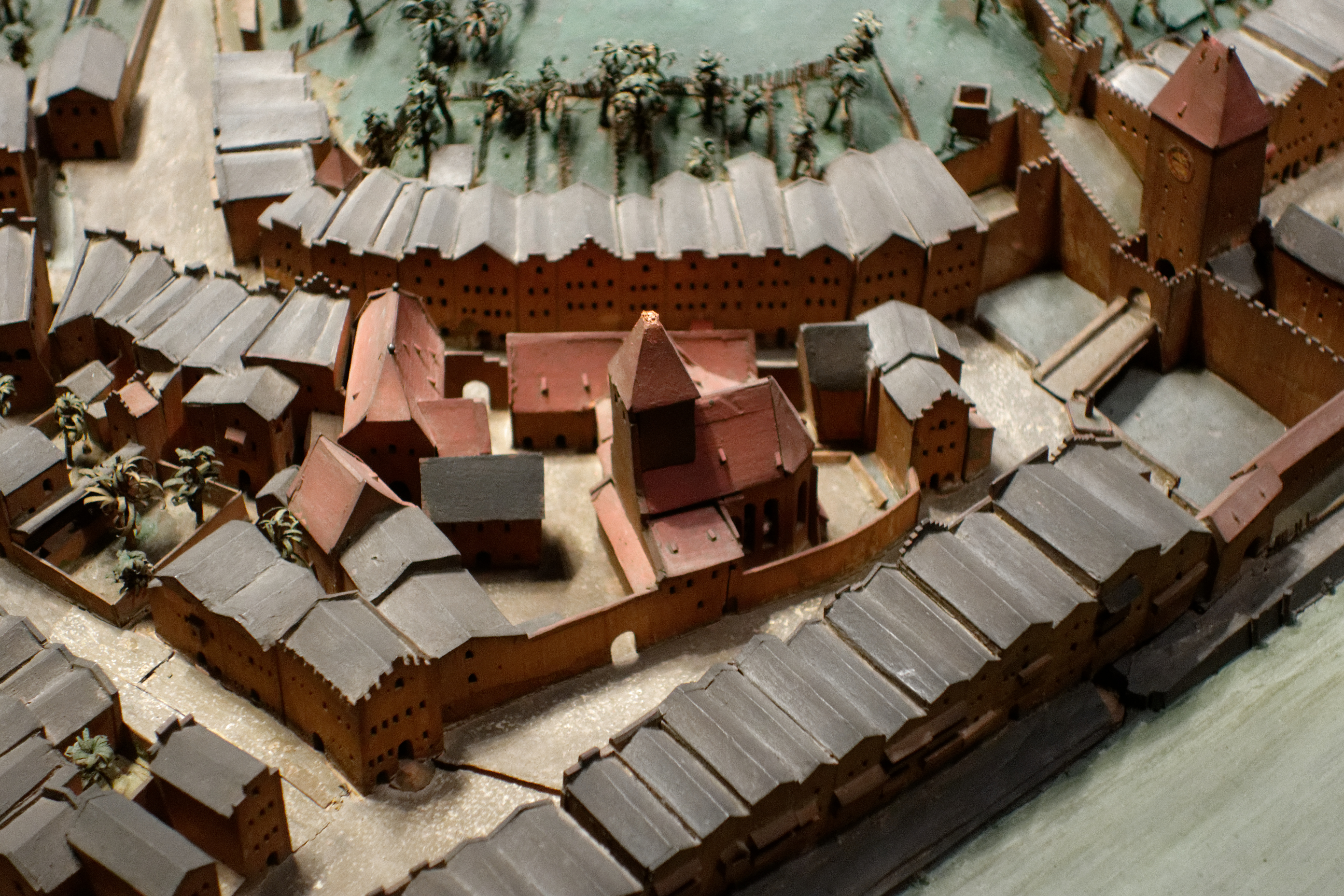
Heilig-Geist-Spital in dem Holzmodell von Jakob Sandtner aus dem Jahre 1574

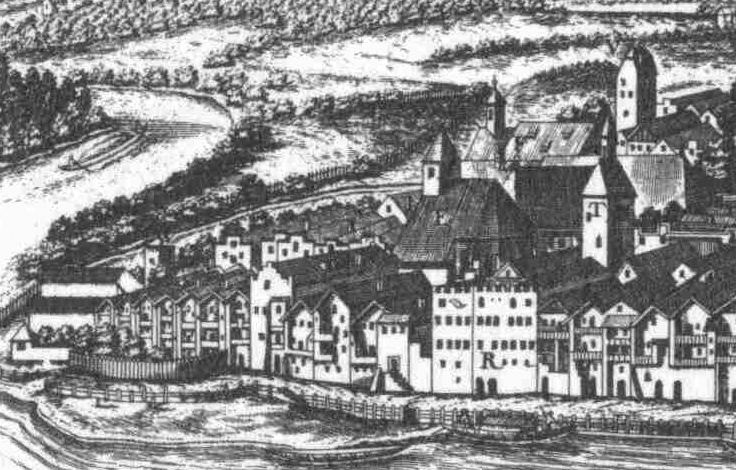
Spitalvorstadt in einem Kupferstich von Michael Wening von 1699

1319 wurden zwei Häuser und eine Hofstatt vom Burghauser Konrad Ermreich, welcher mit Mechthilde, der Schwester Friedrich des Mautners, verheiratet war, vor den Stadttoren von Burghausen errichtet. Jutta, die Witwe Herzog Stephans I., gedachte laut einer Urkunde der Herzöge Heinrich XIV., Otto IV. und Heinrich XV. den Kranken und Bedürftigen in Burghausen ein Spital zu stiften. Schließlich war es der Mautner Friedrich, der am 24. September 1332 ein Spitalgebäude mit Kirche und Friedhof stiftete und diese durch eine Mühle, ein Bräuhaus, eine Badstube und drei Fleischbänke erweiterte.
Das Krankenhaus bestand bis zum Jahre 1956, als am Salzachufer ein Krankenhausneubau errichtet wurde. Daraufhin erwarb die Diözese Passau den Gebäudekomplex, der fortan das Bischöfliche Studienseminar St. Altmann beherbergte. Die Einrichtung wurde 1990 aus Nachwuchsmangel geschlossen. Nach einer grundlegenden Renovierung wurde 1993 das Haus der Begegnung Heilig Geist eröffnet, welches als kirchliches Begegnungszentrum fungiert.

## Spitalgebäude
Eingangshalle und Flur des Spitalgebäudes werden aus einem Kreuzgratgewölbe mit Stichkappen gebildet. Der Bodenbelag besteht aus Solnhofener Platten. Teile des Treppenaufgangs zum ersten Obergeschoss verfügen noch über ein barockes Geländer und Baluster aus der 2. Hälfte des 18. Jahrhunderts. Im Turmuntergeschoss findet sich eine Rotmarmortafel mit einer Kreuzersemmel und einem Spitzwecken als Andenken an die Hungerjahre 1771/72. Bei dem Eingang zur Kirche hängt ein Ölbild von Maria mit dem hl. Bartholomäus von Kajetan Forster.

## Heilig-Geist-Kirche
Die Heilig-Geist-Kirche ist als ein gotischer Bau des 14. Jahrhunderts eine Besonderheit in Oberbayern. Das Kreuzrippengewölbe im Chor stammt vermutlich von 1325/30. 1504 brannte die Kirche aus; das Gewölbe im Langhaus wurde 1511/12 von dem Burghauser Maurermeister Ulrich Händtler wiedererrichtet. Charakteristisch sind die Schlusssteine an allen Kreuzungspunkten der Gewölberippen. Der Turm mit Kuppel, Knauf und Kreuz wurde 1773 von Josef Lindmayr aus Trostberg erbaut. Dieser barockisierte 1777 auch das Äußere.
Der barocke Hochaltar stammt aus der 2. Hälfte des 18. Jahrhunderts. Die Gemälde des Pfingstfestes wurden 1792 von Johann Nepomuk della Croce erstellt. Die Figuren an der Seite (links Franz Xaver, rechts Johann Nepomuk) stammen von 1750 und wurden vermutlich von Johann Jakob Schnabl erstellt.
In einem Kapellenraum, der von einem schmiedeeisernen Rokokogitter verschlossen ist, findet sich ein Madonnenbild von Johann Nepomuk della Croce, sowie eine Rokokokanzel von Johann Georg Lindt aus dem Jahr 1772.
In die Nordinnenwand ist ein spätgotisches Marmorepitaph für Friedrich Mautner von Katzenberg, gestorben 1519, eingelassen. Es zeigt einen Ritter in Rüstung, der auf seinem Hund (als Sinnbild der Treue) steht. Neben dem Wappen der Mautner ist rechts auch das seiner Gemahlin, Margaretha von Leiningen abgebildet. Friedrich Mautner hat sich nach dem Stadtbrand 1504 um die Wiederherstellung der Spitalkirche verdient gemacht. Der Name des Künstlers ist Jörg Gärtner, ein in der Zeit um 1505 bis 1530 beim Adel begehrter Steinmetz aus Passau. An der Südinnenwand ist ein Wappengrabstein des Adelsgeschlechts der Mautner von Burghausen und Katzenberg aus dem Ende des 15. Jahrhunderts zu finden. Der Stein diente bis 1855 als Deckplatte der Mautnergruft. Dort war bis zu einem Hochwasser 1736 ein schwarz gekleideter Mann sitzend beerdigt. Vermutlich handelte es sich hierbei um den 1448 gestorbenen Oswald der Mautner.
1969/70 wurden im Zuge einer Renovierung Fresken verschiedener Epochen freigelegt. Bemerkenswert ist die Darstellung „Maria mit dem Kind“ von 1594. Die Malereien im Langhaus stammen vermutlich von Johann Miller um 1650. Die Renaissance-Malereien am Chorbogen und den Fensterlaibungen von 1566 gelten als Seltenheit. An der Emporenbrüstung ist eine Biblia pauperum gemalt, welche die Leiden Christi in mehreren Szenen darstellt.